# Lady Audley's Secret (film fra 1920)
Lady Audley's Secret er en britisk stumfilm fra 1920 af Jack Denton.

## Medvirkende
- Margaret Bannerman - Lady Audley
- Manning Haynes - Robert Audley
- Betty Farquhar - Alysia Audley
- Randolph McLeod - George Talboys
- Wallace Bosco - Luke Marks
- Berenice Melford - Phoebe
- Hubert Willis - Michael Audley
- William Burchill - Malden
- Ida Millais - Mrs Plowson